# Мір-Хоссейн Мусаві
Мір-Хоссе́йн Мусаві́ Хамене́ (перс. میرحسین موسوی خامنه, [miːɾ hoˈsein muːsæˈviː xɒːmeˈne], Mīr-Hoseyn Mūsavī Khāmené; азерб. Mir Hüseyn Musəvi; *2 березня 1942, Хамене) — іранський політик, художник та архітектор, 79-ий і останній прем'єр-міністр Ірану у 1981–1989 роках (1989 року було прийнято зміни до конституції, які скасували цю посаду). Був кандидатом на посаду президента на виборах 2009 року. Мусаві також був президентом Іранської академії мистецтв до 2009 року, коли консервативний авторитарний режим усунув його від тієї посади.

## Кар'єра
Перш ніж зайняти посаду прем'єра, Мусаві кілька місяців 1981 року він міністром закордонних справ Ірану. Також він є членом Ради доцільності та Вищої ради Культурної революції. Попри це він уже кілька років не бере участі у зібраннях цих організацій, що політичні аналітики тлумачать як знак несхвалення їх діяльності. В перші роки по революції Мусаві був головним редактором Ісламської республіканської газети — офіційного видання Ісламської республіканської партії.
2010 року журнал Time Magazine назвав Мусаві одним із найвпливовіших лідерів світу.